# Бадунг (пролив)
Проли́в Баду́нг (индон. Selat Badung) — пролив в акватории Малайского архипелага в водном пространстве Индонезии, отделяющий остров Бали от группы островов, лежащих к востоку, крупнейшим в которой является остров Нуса-Пенида.
Имеет существенное значение для судоходства. В феврале 1942 года здесь произошло крупное морское сражение между военно-морскими силами Японии и эскадрой союзников, закончившееся разгромом последней. В память об этом событии название пролива было позднее присвоено кораблю ВМС США — USS Badoeng Strait (CVE-116).
На берегах залива находятся курортно-туристические зоны, пользующиеся широкой международной известностью, в частности, Нуса-Дуа, Танджунг-Беноа и Санур.

## Географическое положение

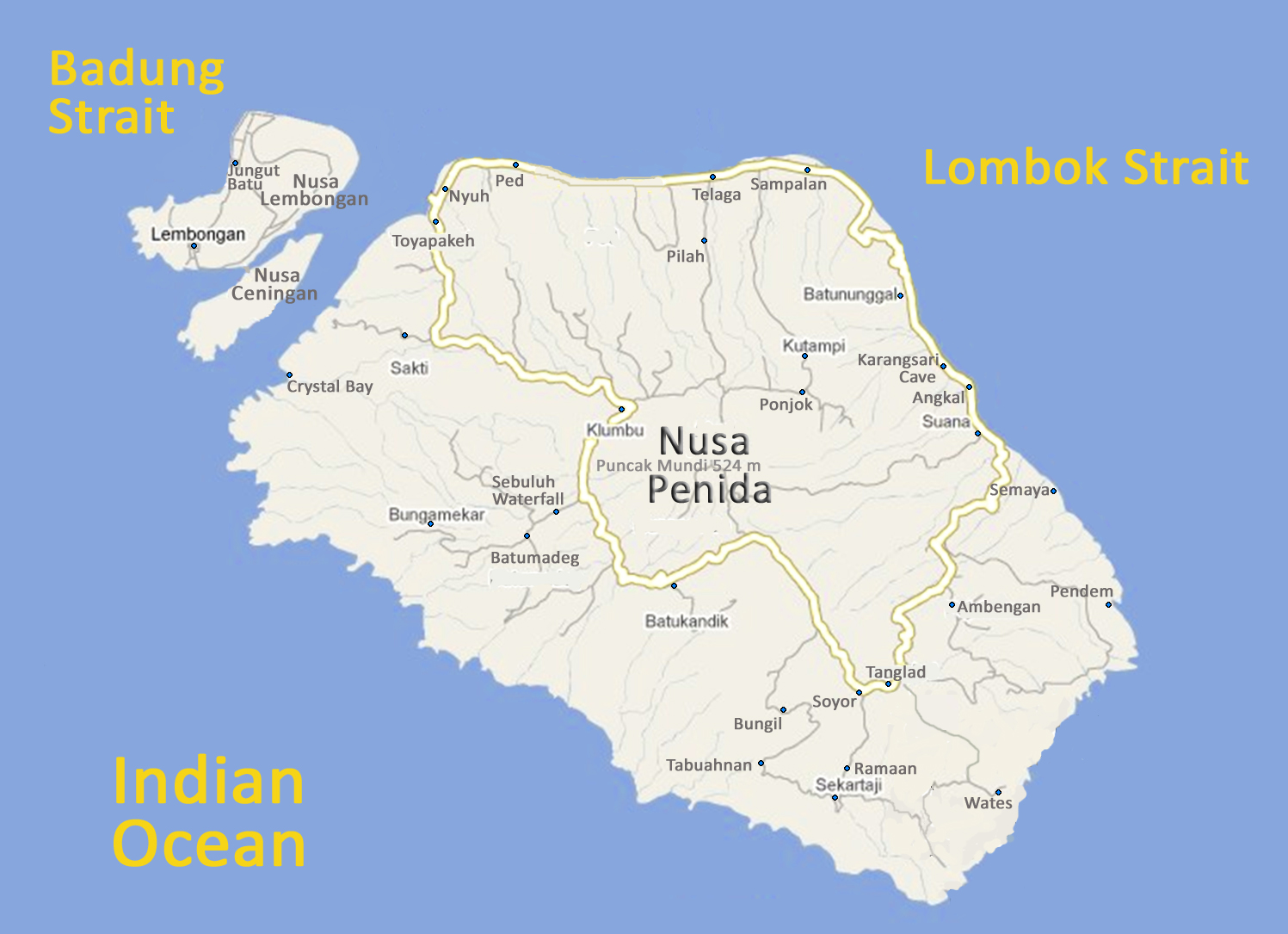
Острова, выходящие на пролив Бадунг с восточной стороны: Нуса-Лембонган, Нуса-Ченинган и Нуса-Пенида

Пролив соединяет акваторию Индийского океана, находящегося с южной стороны, с акваторией Ломбокского пролива, который находится с северо-востока. Проходит между юго-восточным побережьем Бали и небольшим архипелагом из трёх островов — Нуса-Лембонган, Нуса-Ченинган и Нуса-Пенида, более 90 % территории которого приходится на последний. Все указанные острова относятся к Малой Зондской гряде, которая, в свою очередь, входит в состав Малайского архипелага.
Минимальной ширины — около 10 км — пролив достигает между центральной частью балийского побережья и северо-западной оконечностью острова Нуса-Лембонган. Максимальная глубина не превышает 100 м. Берега в целом изрезаны незначительно, однако в некоторых местах имеются чётко выраженные заливы, крупнейшим из которых является залив Беноа, находящийся у южной оконечности Бали и соединённый с основной акваторией пролива двумя узкими протоками. В водах пролива у балийского побережья находится несколько небольших островков, крупнейшим из которых является Серанган.
Все выходящие на пролив территории в административном плане относятся к индонезийской провинции Бали. На балийский берег выходят округа Бадунг, Гианьяр, Клункунг и Карангасем, а также муниципалитет Денпасара — административного центра провинции. Острова Нуса-Пенида, Нуса-Лембонган и Нуса-Ченинган относятся к округу Клункунг и составляют бо́льшую часть его территории. Берега пролива весьма плотно населены, с обеих сторон находится множество поселений сельского типа.

## Природные условия

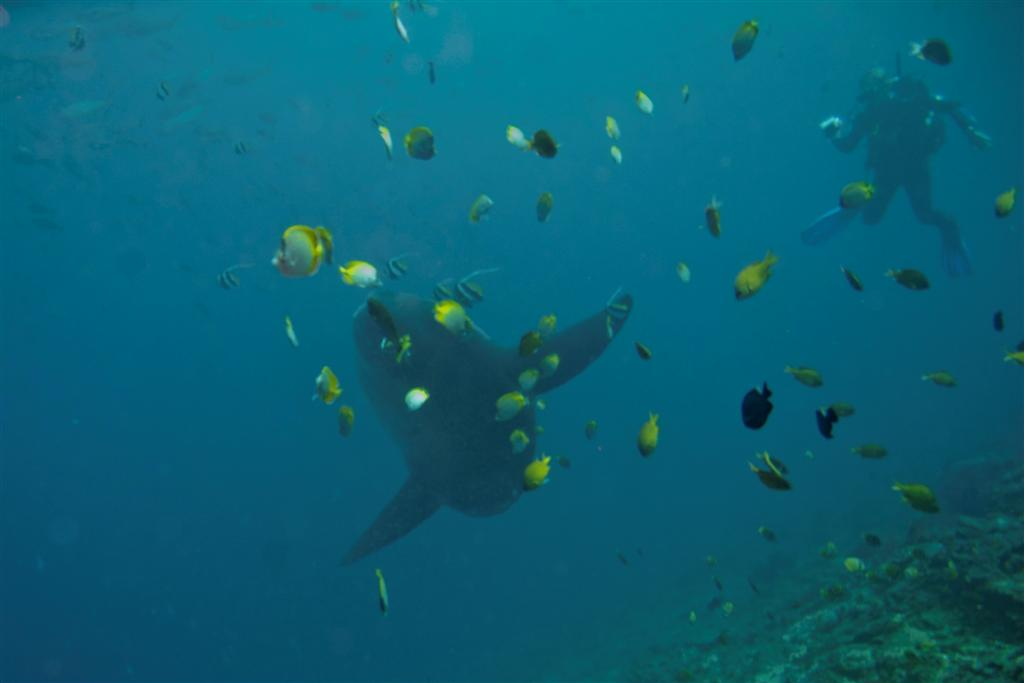
В водах пролива Бадунг (бухта Кристал-Бэй острова Нуса-Пенида)

В совокупности со смежным Ломбокским проливом Бадунг играет важную роль в системе «Индонезийского потока» (англ. Indonesian Throughflow) — сложного комплекса океанских течений, перемещающих водные массы из Тихого и Индийского океанов в обоих направлениях через проливы Малой Зондской гряды. Интенсивность этих течений и их конфигурация подвержены значительным сезонным колебаниям, однако в целом объём потока, движущегося из Тихого океана в Индийский, существенно превосходит объём вод, перемещаемых в обратном направлении. Одновременно с этим в проливе наблюдаются достаточно заметные приливные течения, скорость которых достигает 9 км/ч.
Температура воды в проливе и её солёность также подвержены заметным сезонным колебаниям, которые обусловлены направлениями муссонных ветров. С января по март, в период северо-западных муссонов, первый показатель составляет около 27—28 °C, второй — порядка 33 ‰. В период юго-восточных муссонов, дующих с июля по сентябрь, температура воды понижается до 26 °C, а её солёность, напротив, возрастает до 34—35 ‰. В некоторых районах у балийского побережья реки, впадающие в залив, вызывают опреснение воды, которое особенно заметно в заливе Беноа.
Ихтиофауна акватории пролива достаточно богата и разнообразна. В прибрежных районах расположены многочисленные коралловые рифы. Южная часть балийского берега местами покрыта мангровыми зарослями.
Некоторые прибрежные участки пролива испытывают негативное воздействие хозяйственной деятельности человека. Наиболее серьёзные проблемы экологического характера возникли в заливе Беноа, где с 1990-х годов проводится активное осушение и засыпка акватории с целях создания новых территорий.

## Экономическое и транспортное значение

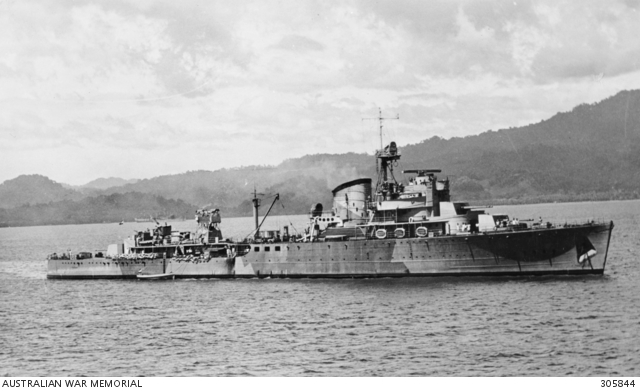
Нидерландский крейсер HNLMS Tromp (1937) в проливе Бадунг перед боем с японцами

Пролив исторически играет важную роль в судоходстве между акваториями Тихого и Индийского океана, хотя современные суда наиболее крупного тоннажа обычно следуют через более глубоководный и широкий Ломбокский пролив.
В ходе тихоокеанской кампании Второй мировой войны проливом активно пользовались военно-морские силы обеих сторон. В ночь с 19 на 20 февраля 1942 года здесь произошло одно из ключевых морских сражений операции в Нидерландской Ост-Индии, ставшее известным как бой в проливе Бадунг. Конвою японцев удалось нанести тяжёлое поражение значительно превосходившей его эскадре ABDA под командованием контр-адмирала Карела Доормана, что обеспечило успех их высадки на Бали. В память этого сражения название «Пролив Бадунг» было присвоено в 1945 году эскортному авианосцу ВМС США — USS Badoeng Strait (CVE-116).

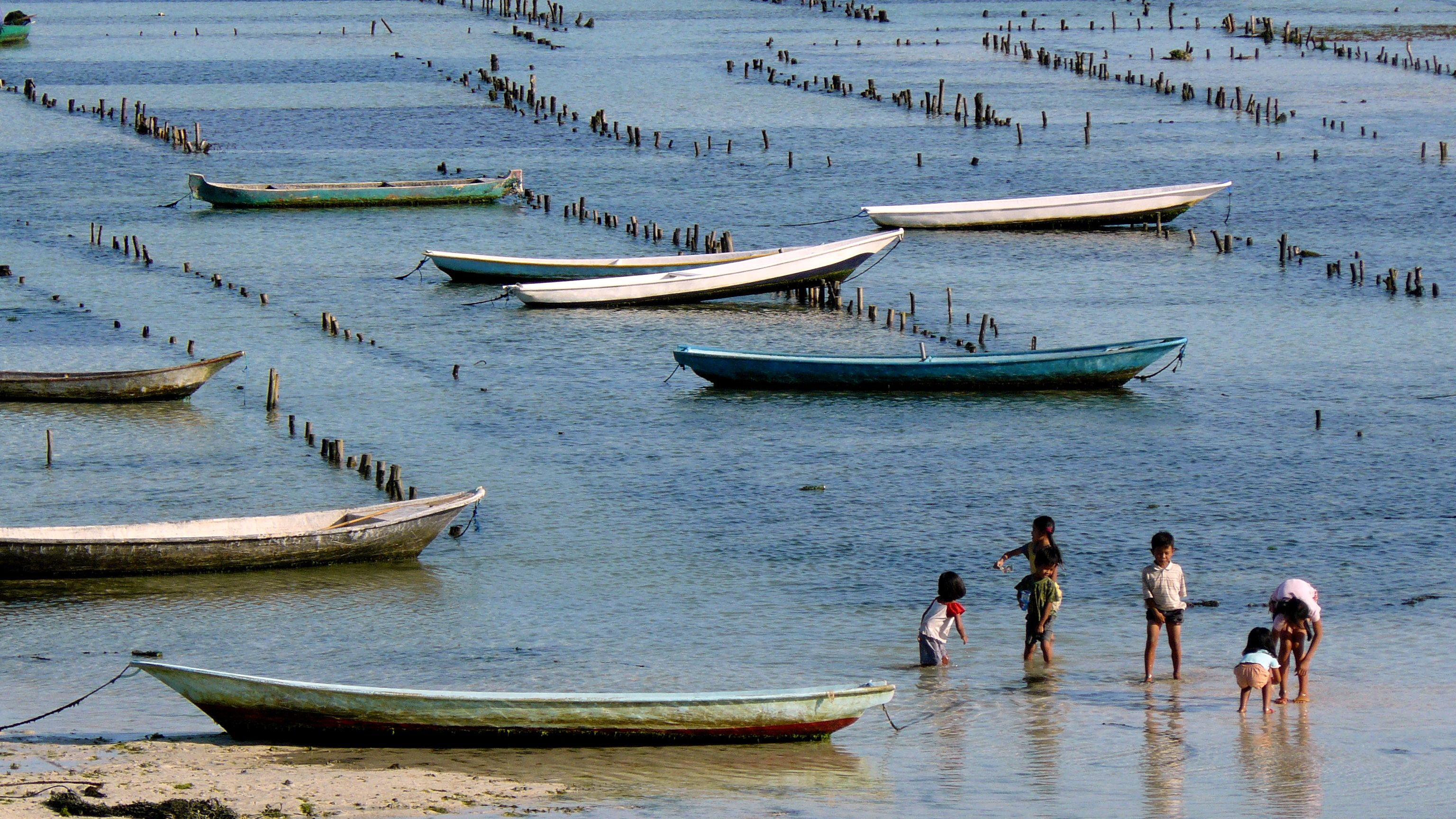
Выращивание морских водорослей у побережья острова Нуса-Лембонган

Через пролив налажено интенсивное судоходное и паромное сообщение: именно на бадунгском побережье находится главный морской порт Бали — Беноа, расположенный на искусственном острове в заливе Беноа, а также главный паромный терминал острова — Падангбай.
Пролив традиционно является зоной активного рыболовства. Основной промысловый вид — малый восточный тунец. Также добываются различные виды акул, ведётся сбор водорослей, часть которых выращивается искусственно.
Берега залива относятся к важнейшим туристическим районам Индонезии. На балийском побережье расположены крупнейшие центры курортно-туристической инфраструктуры, которые уже несколько десятилетий пользуются широкой международной известностью: Нуса-Дуа, Танджунг-Беноа и Санур. На островах Нуса-Пенида, Нуса-Лембонган и Нуса-Ченинган курортная инфраструктура стала развиваться позднее, однако уже по состоянию на начало 2010-х годов этот небольшой архипелаг уже принимает не менее 200 тысяч индонезийских и зарубежных туристов в год.